# Piazza Castello (Torino)
Piazza Castello è la piazza principale di Torino, cuore del centro storico cittadino, nella quale confluiscono quattro principali assi viari: la pedonale via Garibaldi, via Po, via Roma e via Pietro Micca.

## Descrizione
Di forma squadrata, ospita al suo centro il complesso architettonico di Palazzo Madama e Casaforte degli Acaja, mentre il perimetro è composto da eleganti portici, costruiti in epoche differenti, e importanti edifici cittadini, quali: il Palazzo della Prefettura-Armeria Reale (a nord), il Teatro Regio (a est), i due palazzi signorili ai lati di Via Garibaldi, di cui uno ospita la Regione Piemonte (a ovest), la Real Chiesa di San Lorenzo (a nord-ovest), la Galleria Subalpina (a sud-est), e la Torre Littoria (a sud-ovest); in particolare, la grande piazza si innesta a nord-ovest con la più piccola Piazzetta Reale, costeggiata dal Palazzo Chiablese, e che dà accesso al relativo Palazzo Reale e al passaggio pedonale verso Piazzetta San Giovanni (Duomo di Torino). È posta a 239 metri sul livello del mare.

## Storia
Questa piazzetta nacque intorno al I secolo d.C. su quello che era semplicemente l'ingresso orientale dell'antico castrum romano di Julia Augusta Taurinorum, probabilmente la Porta Praetoria o, per altri storici, la Decumana, per la quale si accedeva al decumanus maximus (l'attuale via Garibaldi), così come fu dimostrato anche dai resti tuttora presenti sotto Palazzo Madama. Nel medioevo, la Porta romana verrà poi rinominata Fibellona. Era formata da due torri esadecagonali, quattro fornici e mura di cinta lungo la direttrice delle attuali Via Accademia delle Scienze-Giardini Reali, e fu messa a dura prova sia durante le invasioni barbariche che durante il Ducato longobardo, quindi rinforzata a più riprese. Nello stesso periodo longobardo, fu eretto a ovest anche il cosiddetto Palazzo del Vescovo, nel luogo dove sorgerà il futuro Palazzo Reale. Dalla sede vescovile infatti, si accedeva (e si accede) direttamente all'antica chiesa di San Salvatore-Santa Maria di Dompno-San Giovanni Battista, dal 1469 soppiantata dall'attuale Duomo di Torino.

### XIII-XVI secolo

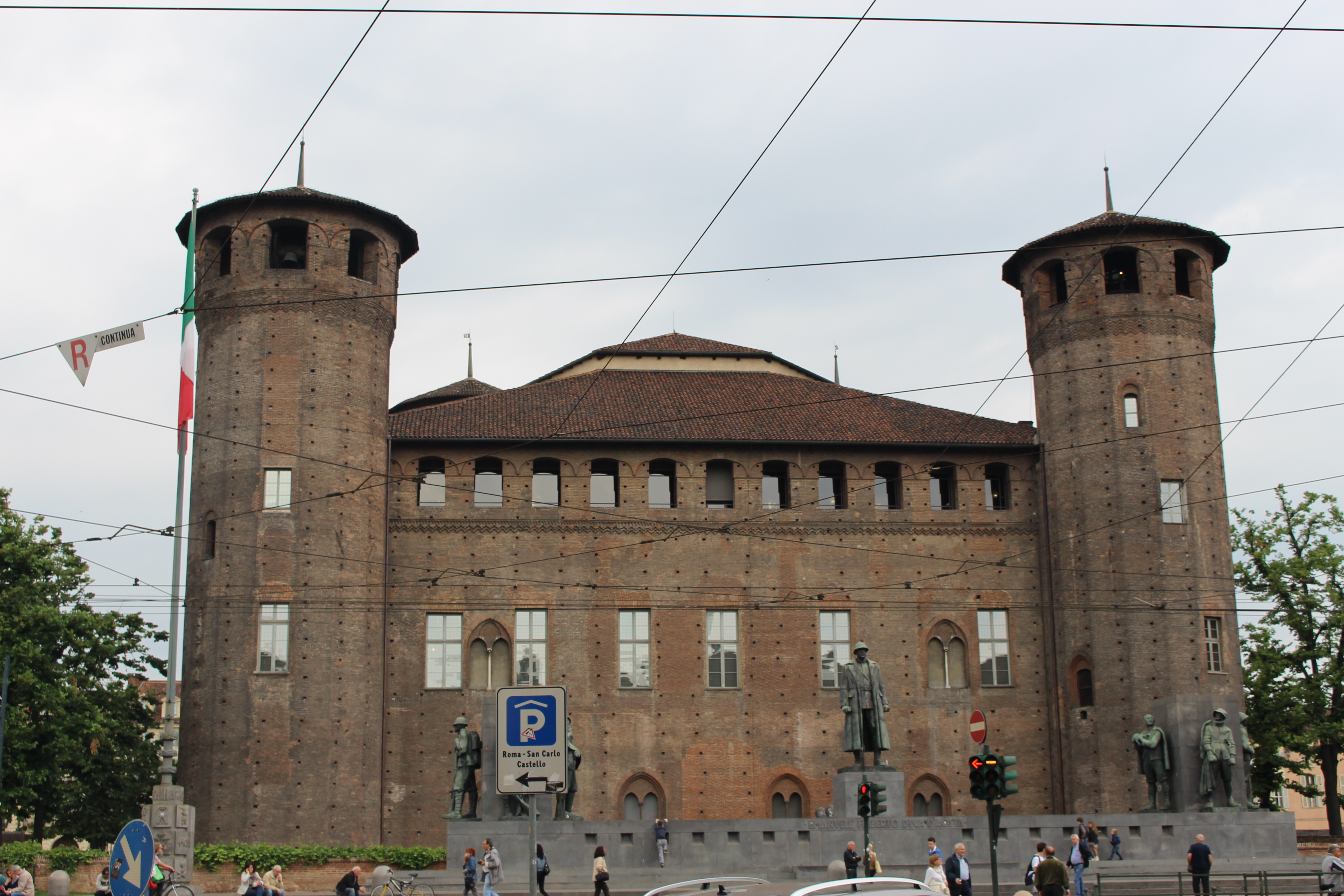
Castello-Casaforte degli Acaja (XIV secolo)

Nel 1276 Guglielmo VII marchese di Monferrato fece abbattere l'ormai fatiscente e primitiva struttura romana, per farne una residenza fortificata. La "Casaforte" fu ulteriormente rinforzata ed eretta a castello (da cui poi prende il nome la piazza), con quattro torri angolari, soltanto nella seconda metà del XIV secolo, quando la città fu in mano a Ludovico di Savoia-Acaia. Dei precedenti ingressi romani, rimasero soltanto l'accesso principale sull'attuale lato di via Po, più la postierla settentrionale. A metà del XVI secolo la piazza si presentava ancora divisa in tre settori distinti: la zona più antica, con ancora le tracce del Decumano verso la via Dora Grossa (l'attuale via Garibaldi), quindi l'ampliamento eseguito verso il fiume Po (attuale via Po), infine l'area nord-occidentale della Reale Chiesa di San Lorenzo, connessa con il Palazzo vescovile, dal primitivo edificio adibito a segreteria ducale (ovvero il futuro Palazzo Chiablese).
Con il consolidamento dello Stato sabaudo, e il relativo spostamento della capitale da Chambéry a Torino (1563), iniziò un vasto progetto di rifacimento sia del sistema difensivo torinese (nascita della Cittadella nel 1566) che di generale ammodernamento della città.
Lo spazio antistante al Palazzo del Vescovo, ovvero la futura Piazzetta Reale, fu utilizzato per ospitare le manifestazioni per l'arrivo della Sacra Sindone a Torino, evento celebrato con una messa solenne da Carlo Borromeo il 7 ottobre 1578, nella vicina chiesa di San Lorenzo e relativa prima ostensione al pubblico. L'evento si ripeté anche nel 1582 (seconda storica ostensione del Sacro Lino).
I portici più antichi della Piazza, quelli dei due palazzi ai lati di via Dora Grossa (attuale via Garibaldi), furono popolarmente chiamati Portici di Fiera, in quanto venivano spesso utilizzati per varie manifestazioni, per esempio durante il Carnevale, ricorrenze di Casa Savoia, la festa patronale di San Giovanni Battista o le varie ostensioni della Sindone. Il Palazzo a destra di via Dora Grossa, quello utilizzato dall'Unione Militare e poi dalla Regione, fu rimaneggiato a metà del XVIII secolo. Il palazzo a sinistra invece, quello di proprietà dei San Martino di Agliè, marchesi di San Germano, divenne sede dello storico Hotel Trombetta, che ospitò le delegazioni regionali per l'Unità d'Italia nel 1861. L'hotel fu poi rinominato Europe, ma oggi non esiste più.
Per quanto riguarda invece la Real Chiesa di San Lorenzo, sebbene il Guarini ne progettò una sua facciata, questa non fu mai costruita. La chiesa infatti, si presenta ancor oggi senza facciata, in modo da continuare la naturale simmetria della piazza.

### La Piazza del Vitozzi

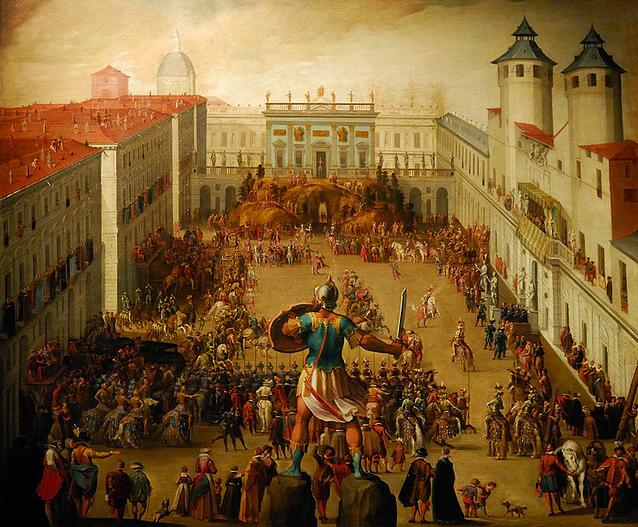
Piazza Castello nel 1619 per l'arrivo di Maria Cristina di Francia (dipinto di Antonio Tempesta)

Nel 1583 fu chiamato Ascanio Vittozzi a disegnare la forma di quella che sarà l'attuale Piazza la quale, a causa del Castello centrale, prese questo nome.
Il disegno previde un'area di circa 40.000 metri quadrati, che oggi ne fa la seconda piazza porticata più grande della città (dopo Piazza Vittorio Veneto). Fu lo stesso Vittozzi a progettare i primi due palazzi perimetrali con portici, cioè quelli occidentali, adiacenti a via Dora Grossa: il primo, a sinistra della via, divenne proprietà di Filippo San Martino di Agliè, marchese di San Germano. Il secondo, a destra della via, divenne prima sede dell'Unione Militare, quindi sede della Regione. Sullo stesso lato, allineata, c'è la preesistente Cappella Casa Savoia di Santa Maria ad Presepae, già Madonna della Neve, futura Chiesa di San Lorenzo e, in linea continua verso l'apertura della Piazzetta del Duomo di San Giovanni, c'è la primitiva struttura dell'edificio che diverrà Palazzo Chiablese. Quest'ultimo, infatti, risale al 1580, destinato a Bernardino di Savoia-Racconigi, ma fu poi completamente rimaneggiato nel 1760 dall'architetto Benedetto Alfieri (e da Giovan Battista Piacenza dopo), quindi destinato a Benedetto di Savoia duca del Chiablese.
Il Castello medioevale esistente al centro della piazza, fu ammodernato nel 1605 e connesso al Palazzo del Vescovo mediante una manica muraria, percorribile al suo interno e usata come pinacoteca (decorata da Federico Zuccari, Nicolò Ventura, Giovanni Crosio e Guglielmo Caccia, detto "Il Moncalvo").

### Gli interventi dei Castellamonte (1619-1674)
Vitozzi morì nel 1615 e la direzione dei lavori di costruzione del resto di Piazza Castello passarono a Carlo di Castellamonte, che, nel 1619, fece costruire i porticati sul lato meridionale, a causa dell'apertura della Via Nuova, ovvero l'attuale via Roma.
Tuttavia la costruzione del Palazzo Novo Grande, poi chiamato Palazzo Ducale e infine Palazzo Reale), sull'ex Palazzo del Vescovo, partì molto a rilento; furono allestiti soltanto i Giardini Reali retrostanti. Tutti i progetti e i lavori si interruppero addirittura nel 1630, a causa di una violenta epidemia di peste. Inoltre i Savoia furono impegnati in difficili attriti politici, che sfociarono poi in una guerra civile che durò almeno fino al 1640. Fu soltanto a partire dal 1643 che Madama Cristina di Francia, detta la Prima Madama Reale (la madre di Carlo Emanuele II di Savoia), diede inizio ai lavori del Palazzo Reale così come lo vediamo oggi, prima sotto la direzione dell'ingegnere Antonio Maurizio Valperga, poi con modifiche successive di Carlo Morello, nel periodo 1655-1658.
L'antica manica muraria nord-occidentale sopracitata, che connetteva Palazzo Madama a Palazzo Reale e adibita a pinacoteca, subì ingenti danni da parte di un incendio nel 1667. Subito dopo essere stata ricostruita subì un secondo incendio nel 1679 e venne nuovamente rimaneggiata. Tuttavia fu poi completamente abbattuta all'inizio del XIX secolo, durante l'occupazione napoleonica.
Nel 1673 il figlio di Carlo, Amedeo di Castellamonte, fece inoltre costruire un lungo porticato settentrionale lungo via Po, per permettere ai reggenti di viaggiare sino al fiume senza prendere una goccia di pioggia. Tuttavia, il porticato sarà connesso ai portici settentrionali della piazza (diventando un unico passaggio coperto fino al Palazzo Reale) soltanto qualche anno più tardi, ovvero con il completamento degli edifici settentrionali.

### Gli interventi di Juvarra (1716-1732)

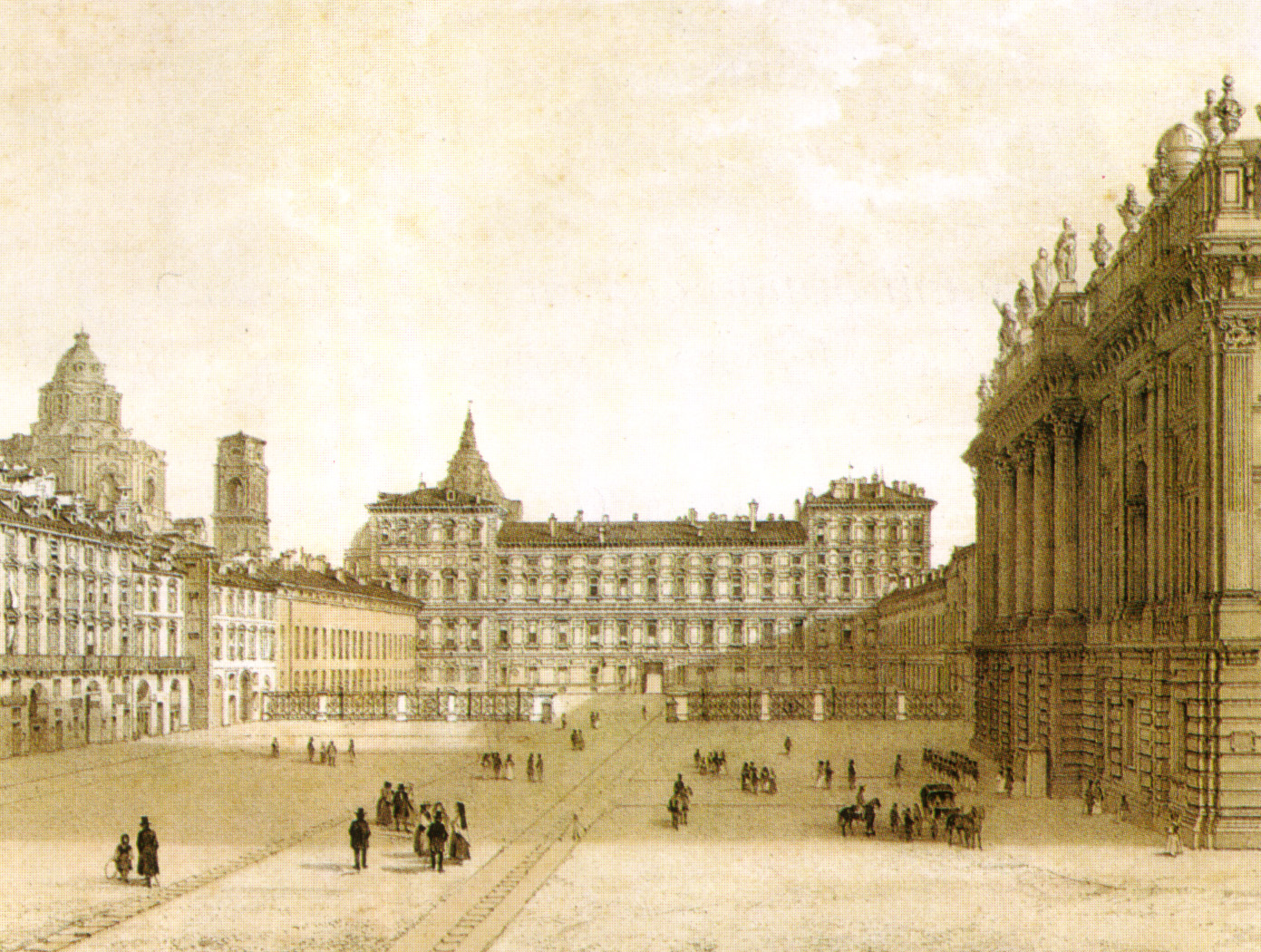
Piazza Castello nel 1845

Altri importanti interventi alla Piazza furono eseguiti con l'arrivo a Torino dell'architetto di corte Filippo Juvarra. Nel 1716 progettò quello che doveva essere un raffinato Palazzo per Maria Giovanna Battista di Savoia-Nemours, detta la "Seconda Madama Reale", moglie di Carlo Emanuele II di Savoia. Concepito per ricoprire interamente il primitivo Castello, in realtà fu ultimato solo il raffinato avancorpo occidentale in pietra bianca, cioè quello attualmente visibile, disegnato in stile barocco con alcuni ordini corinzi e alcuni elementi classici, sopra l'alto basamento a bugnato piatto.
Juvarra progettò inoltre tutto l'edificio settentrionale, adibito a uffici di Regia Segreteria, oltre che sede dell'Archivio di Stato e dell'Armeria Reale, nel periodo 1732-1733. I cantieri però, furono terminati da Benedetto Alfieri soltanto nel 1738-1741, quest'ultimo già impegnato alla costruzione del vicino Teatro Regio (inaugurato il 26 dicembre 1740). L'Alfieri sopraelevò ulteriormente l'edificio delle Segreterie, occupandosi di chiudere la linearità del lungo porticato che connette Via Po alla Piazzetta Reale, costituendo quello che sarà prima chiamato Palazzo del Governo, e poi Palazzo della Prefettura.

### Gli interventi del XIX secolo
Durante l'occupazione francese napoleonica del 1801-1814, fu completamente abbattuta la parte della manica di collegamento tra il Palazzo Madama e la Piazzetta Reale, quindi anche l'alta muratura che divideva la suddetta Piazzetta. Al ritorno di Re Vittorio Emanuele I di Savoia il 20 maggio 1814, la Piazzetta Reale risultava quindi pienamente aperta; fu poi per volere di Carlo Alberto che fu installata quella che è l'attuale cancellata in ferro fuso, progettata da Pelagio Palagi, tra il 1835 e il 1842.

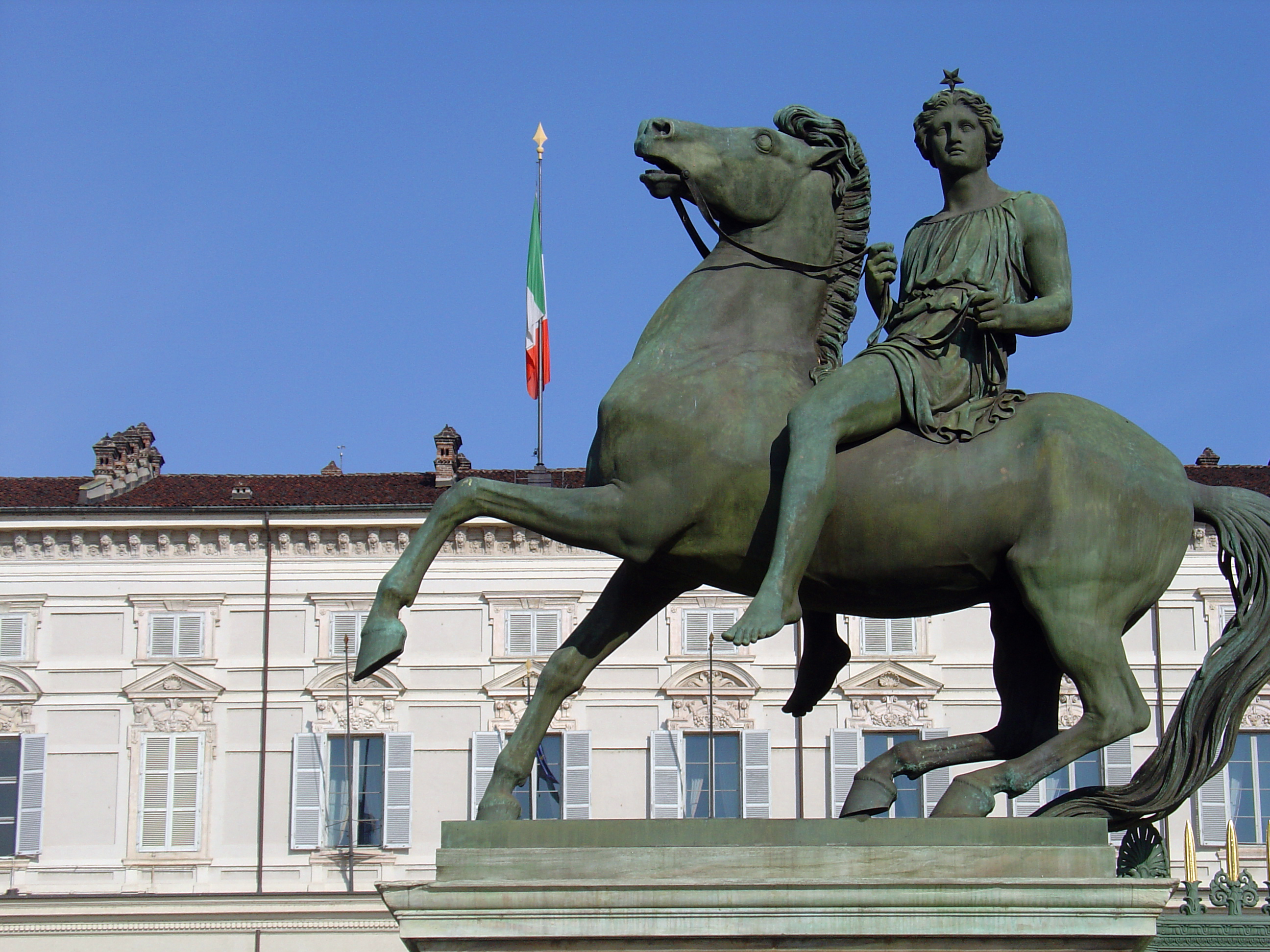
Polluce (1848)

Nel 1848 alla Cancellata del Palagi furono aggiunte le due attuali statue equestri in bronzo di Castore (a sinistra) e Polluce (a destra), i due Dioscuri a "guardia" del Palazzo Reale, entrambe opere di Abbondio Sangiorgio. Nel 1830 furono anche lastricati in pietra, per la prima volta, tutti i portici della Piazza, precedentemente pavimentati soltanto in ciottolato.
Nel 1848 Carlo Alberto istituì, all'interno del complesso di Palazzo Reale, la prestigiosa Biblioteca Reale, dove conservò (ed è tuttora conservato) l'originale dell'Autoritratto di Leonardo da Vinci.
Nel 1873-1874 fu realizzata, sotto i portici di sud-est, l'elegantissima Galleria Subalpina, su disegno dell'architetto Pietro Carrera. Si tratta di un passaggio coperto, con cinema-teatro (il "Romano") e vari locali, che dà accesso alla vicina Piazza Carlo Alberto. La Galleria è riccamente decorata in stile eclettico, che fonde elementi in stile rinascimentali e barocchi.
Nel 1885-1897 infine fu costruita, a sud-ovest della Piazza, la diagonale via Pietro Micca, che confluisce in Piazza Solferino, rompendo così definitivamente l'ortogonia del primitivo impianto viario romano.

### Gli interventi del XX secolo

Illuminazione di piazza Castello con lampioni Impero negli anni Sessanta da un progetto di Guido Chiarelli

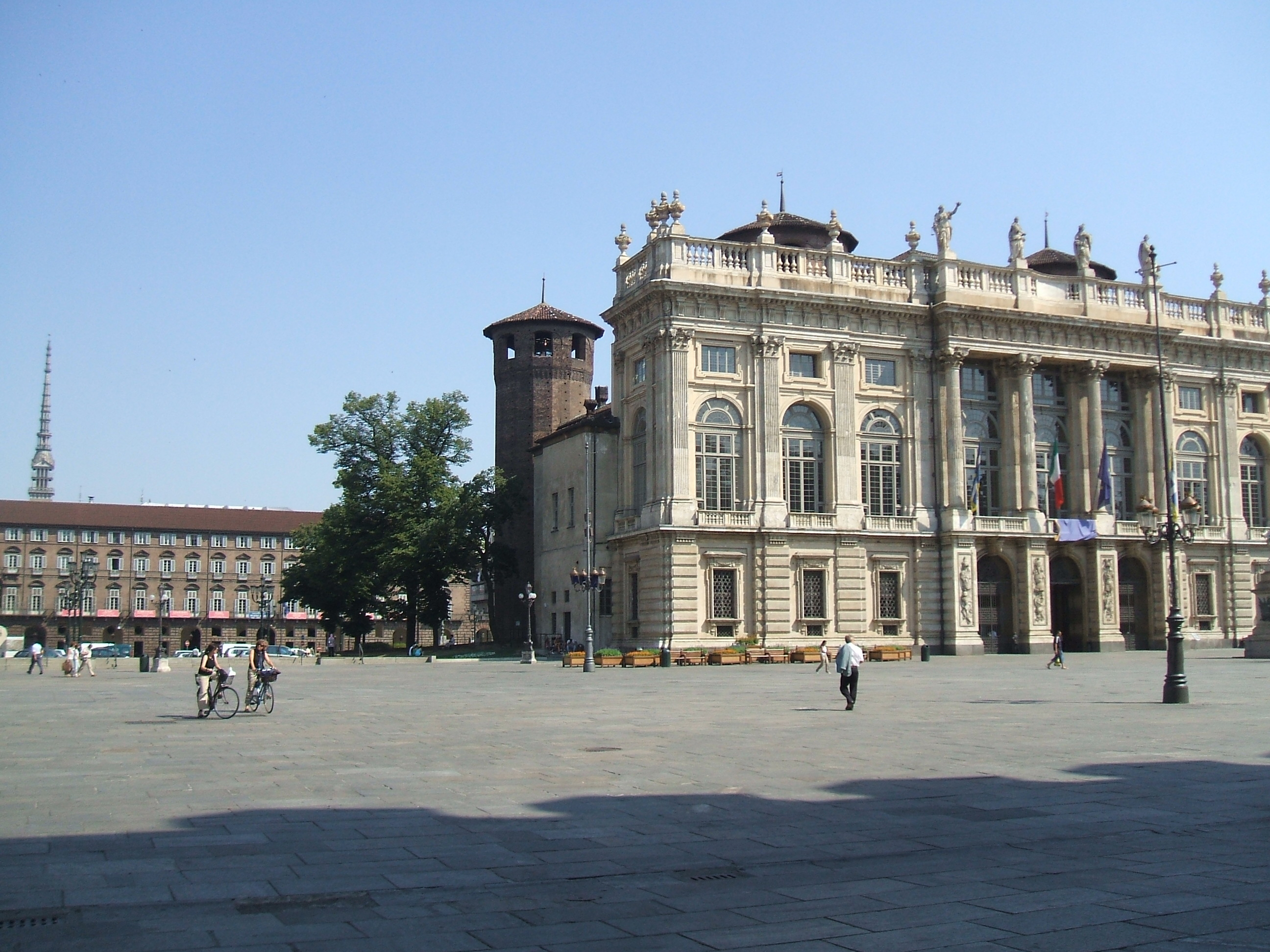
Pavimentazione pedonale

Già nei primi anni del XX secolo la Piazza, precedentemente battuta solo da carrozze e cavalli, era invece percorsa da tram e da automobili. L'edificio di rilievo costruito durante questo secolo fu la tanto discussa Torre Littoria, costruita sul lato sud-occidentale durante il ventennio fascista. Alta 87 metri, fu disegnata in stile razionalista da Armando Melis de Villa e Giovanni Bernocco nel 1933, rompendo così i precedenti stili artistici dell'intera Piazza. Il Grattacielo Littorio passò poi alla Reale Mutua Assicurazioni, e fu collocata una lunga antenna di telecomunicazioni in cima.
Nel 1997 la Piazza fu parzialmente chiusa al traffico automobilistico, che fino ad allora girava, in senso antiorario, intorno al Palazzo-Castello: furono quindi pedonalizzati i lati occidentale e settentrionale. Nel 1999 la zona pedonale antistante al Palazzo fu completamente lastricata in pietra di Luserna (poi quasi completamente sostituita da sienite nel 2014), corredata di quattro piccole fontane quadrate a getto d'acqua, dette a scomparsa, cioè a raso suolo, azionate solo in determinati orari, su ordine del Comune.

### Gli interventi recenti
Nel 2005 fu sfruttata la parte nord-occidentale della piazza per montare un palco temporaneo in occasione della prima tappa del Festivalbar. Nel 2006, in occasione delle XX Giochi olimpici invernali e dei IX Giochi paralimpici invernali (nel quale fu teatro della cerimonia di chiusura dei Giochi), i caratteristici chioschi posti all'interno delle arcate dei portici per ospitare le svariate attività commerciali furono completamente rinnovati, pur mantenendo i connotati storici. L'idea del palco temporaneo dell'anno prima si riaffermò e fu montato il Medals Plaza (la Piazza delle Medaglie), dove furono premiati molti atleti. Il palco temporaneo fu (e viene tuttora) sfruttato per molte manifestazioni ed eventi vari della città; vide vari concerti di artisti musicali, fra i quali i Duran Duran, Battiato, Branduardi, Morandi, i Subsonica. Nel periodo 2010-2012 il palco temporaneo ospitò i concerti degli MTV Days.
L'area di fronte a Palazzo Madama viene utilizzata da secoli per il tradizionale "Falò di San Giovanni", un'usanza che, per un certo tempo, fu celebrata in Piazza San Carlo, la sera della vigilia del 24 giugno, in occasione della festa patronale della città. Si tratta di un'antica tradizione popolare di origine medioevale, sempre collegata al clima di allegria, per la quale vengono allestiti canti e balli folcloristici, guidati dalla maschera popolare carnevalesca di Gianduja; a metà serata viene poi incendiato un alto palo in legno, circondato da fascine, in cima al quale viene posta la figura del toro rampante, simbolo della città; consumato dal fuoco, il palo cadrà: se crolla verso la parte di Via Roma, sarà un segno di buon auspicio per la città, contrariamente non sarà un buon anno.

## Faròdi San Giovanni
Lo spazio di fronte a Palazzo Madama resta, ancor oggi, luogo di vari eventi e manifestazioni di spicco della città.
Nel 2018 la stessa area fu utilizzata, sempre in occasione dei festeggiamenti patronali del 24 giugno, con uno spettacolo aereo di droni luminosi che, in quell'occasione, ha sostituito il tradizionale spettacolo di fuochi d'artificio dei Murazzi del Po.

## Luoghi di interesse

### Edifici storici

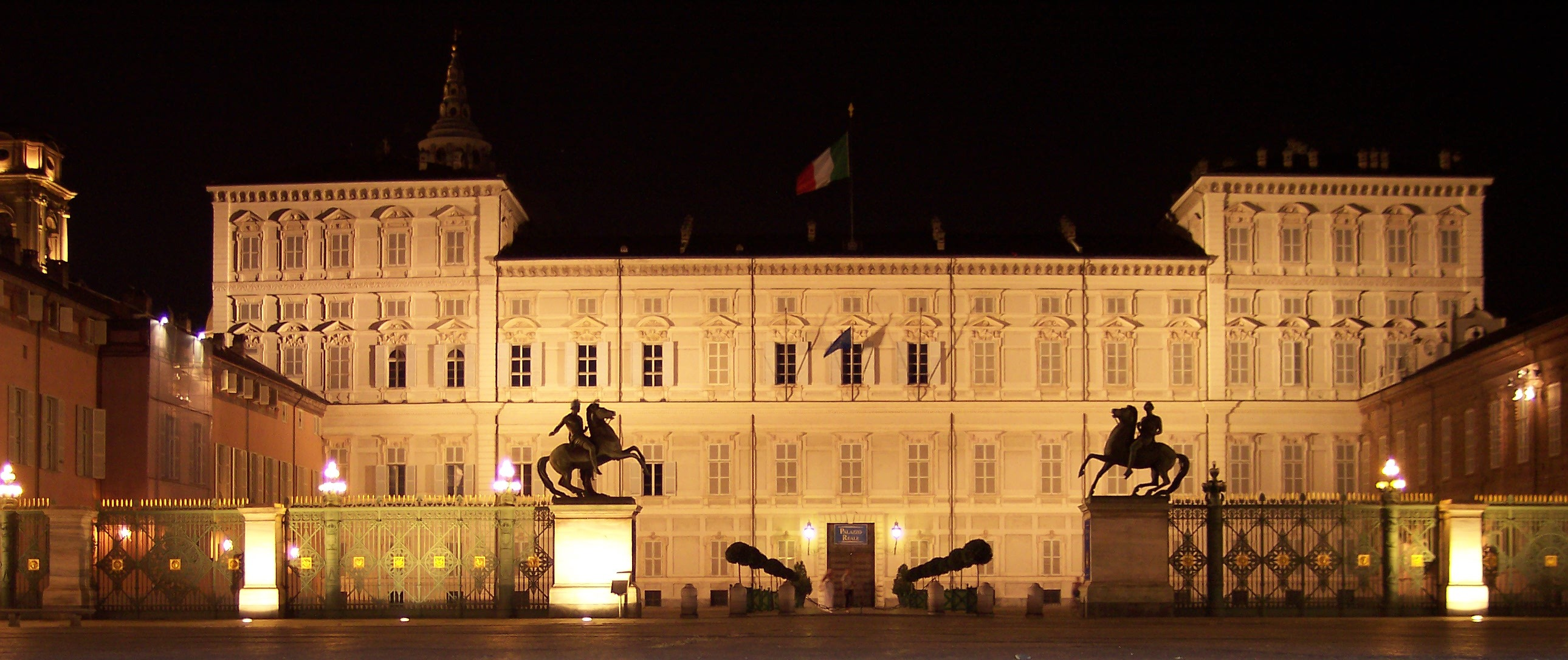
Palazzo Reale di notte

Piazza Castello è il centro storico e politico di Torino e nel periodo della permanenza in città della Corte sabauda, fu il luogo più importante del loro Regno. Oltre ai due più importanti, il Palazzo Madama-Casaforte Acaja e il Palazzo Reale al fondo della Piazzetta Reale, troviamo: il Teatro Regio (a nord-est), i due palazzi lungo il lato occidentale (di cui quello di destra è della Giunta Regionale), il Palazzo della Prefettura-Armeria Reale a nord, (ex Palazzo del Governo, Archivio di Stato e Biblioteca Reale), la Real Chiesa di San Lorenzo, il Palazzo Chiablese, a sinistra della Piazzetta Reale, la Torre Littoria (a sud-ovest).

### Monumenti militari

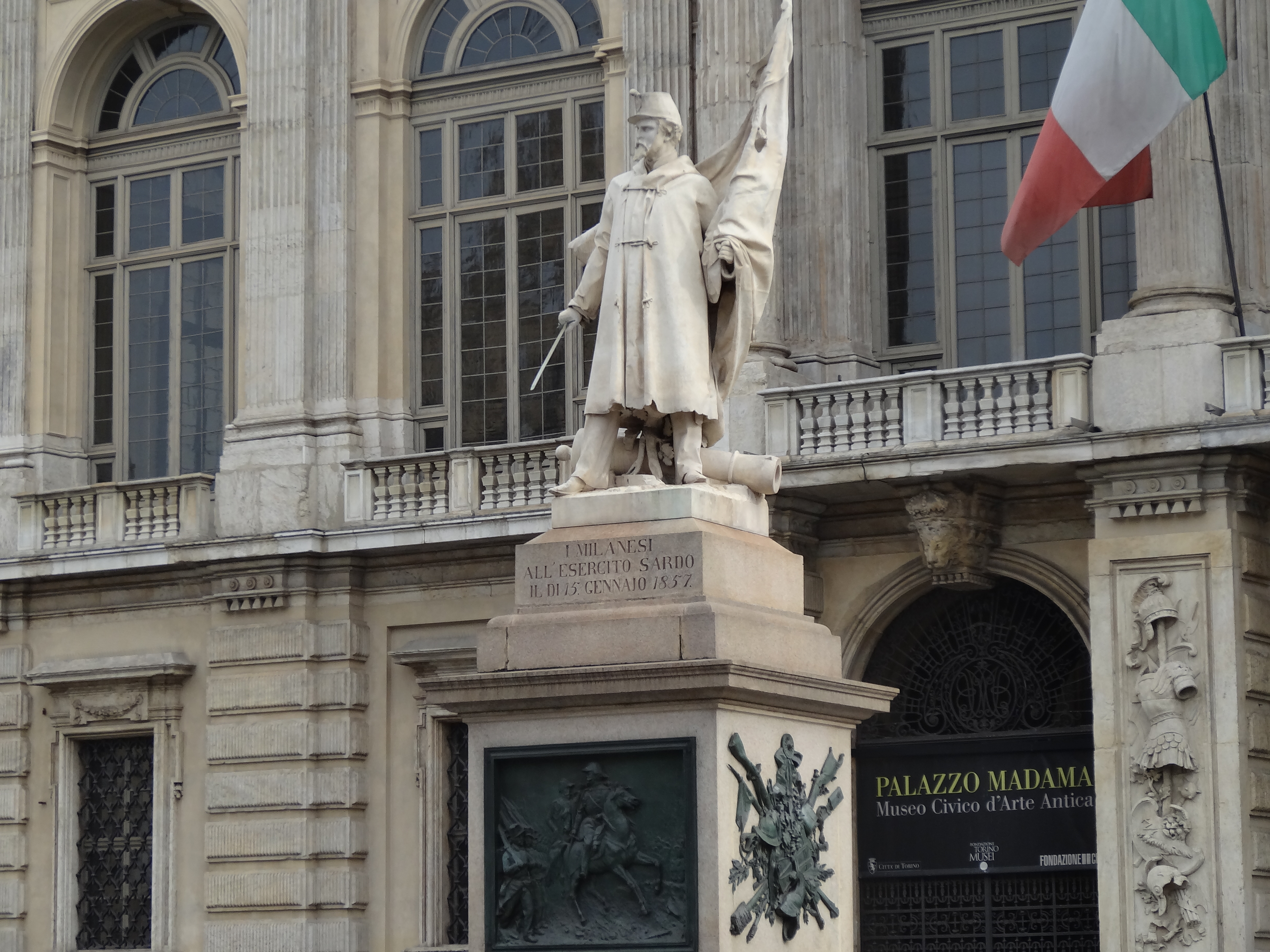
Il monumento all'Alfiere dell'Esercito Sardo

La Piazza ospita anche dei piccoli monumenti militari, situati intorno a Palazzo Madama e Casaforte degli Acaja:
- Statua dell'Alfiere dell'Esercito Sardo, davanti a Palazzo Madama. Opera in marmo bianco di Vincenzo Vela del 1857 e inaugurata nell'aprile 1859[13], fu donata dai milanesi all'esercito sardo-piemontese, nel quale avevano riposto le speranze di liberazione dall'invasore austriaco (inizio della seconda guerra di indipendenza).
- Monumento equestre al Cavaliere d'Italia, posto sul lato meridionale di Palazzo Madama, ovvero quello esposto verso Via Roma-Via Accademia delle Scienze. Opera di Pietro Canonica del 1923, fu fortemente voluto per ricordare tutti gli eroi dell'esercito di Cavalleria, il valoroso corpo militare utilizzato sia durante le guerre di indipendenza che nella prima guerra mondiale[14].
- Monumento al Duca d'Aosta (1933-1937), posto dietro alla Palazzo Madama e Casaforte degli Acaja, in direzione Via Po. Si tratta di un grande basamento rialzato, in pietra liscia, con al centro la bronzea statua di Emanuele Filiberto di Savoia-Aosta, detto anche il Duca Invitto ("mai stato vinto"), ritto in piedi e con il classico elmetto e cappotto militare (da cui anche il soprannome alla statua de "Il Cappotto"). Il Generale si distinse per la vittoria della prima guerra mondiale sugli austro-ungarici (1918), ed è infatti circondato da altri due gruppi laterali, composti da quattro statue raffiguranti i suoi commilitoni. L'opera fu realizzata dagli scultori Eugenio Baroni e Publio Morbiducci nel periodo 1933-1937. La sola statua del Generale, fu eretta fondendo il bronzo di ben quattro dei cannoni originali sottratti all'esercito nemico.

### Eventi
Assieme a Piazza San Carlo, Piazza Castello è uno dei tradizionali luoghi di ritrovo della tifoseria della Juventus in caso di vittorie del club bianconero.

## Galleria d'immagini

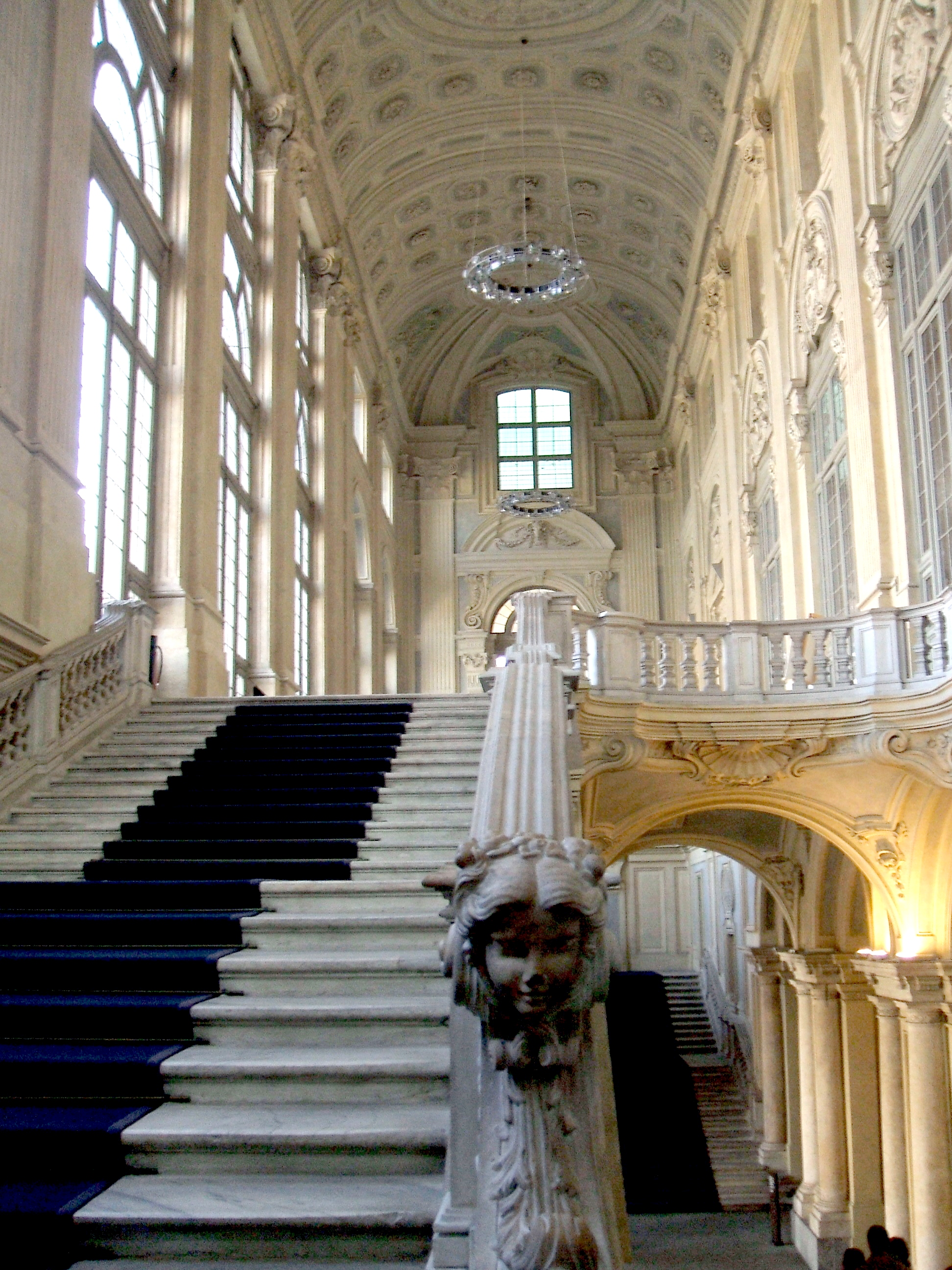
Scalone interno di Palazzo Madama
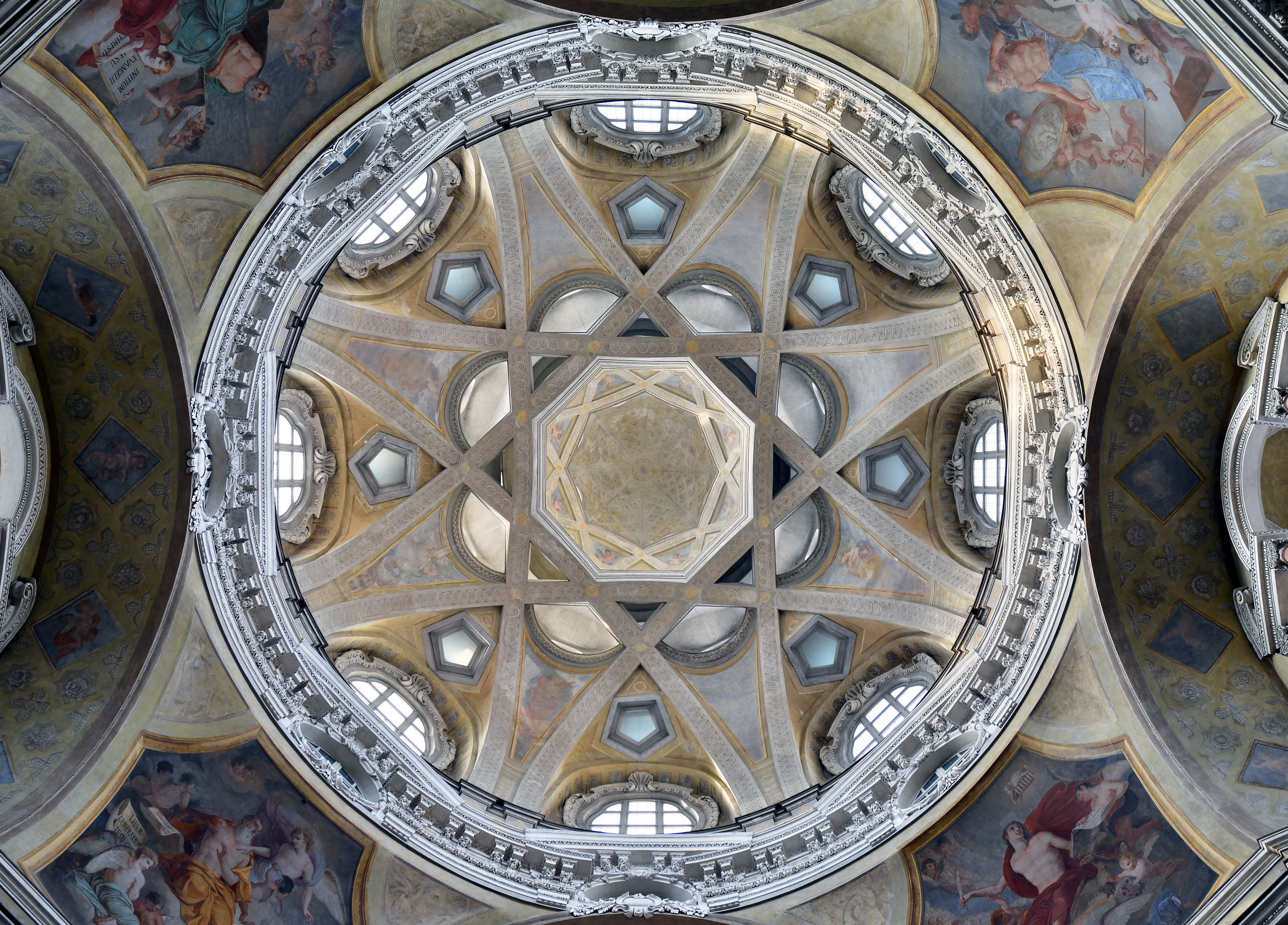
Interno della cupola della Chiesa di San Lorenzo
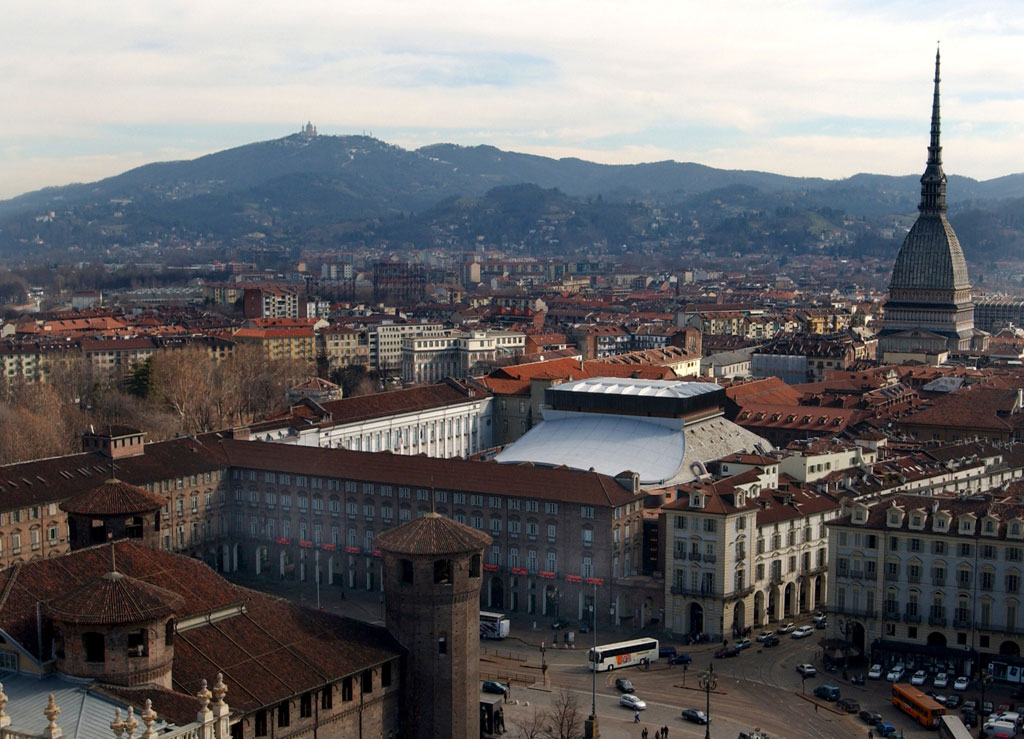
Vista del Teatro Regio e Mole Antonelliana
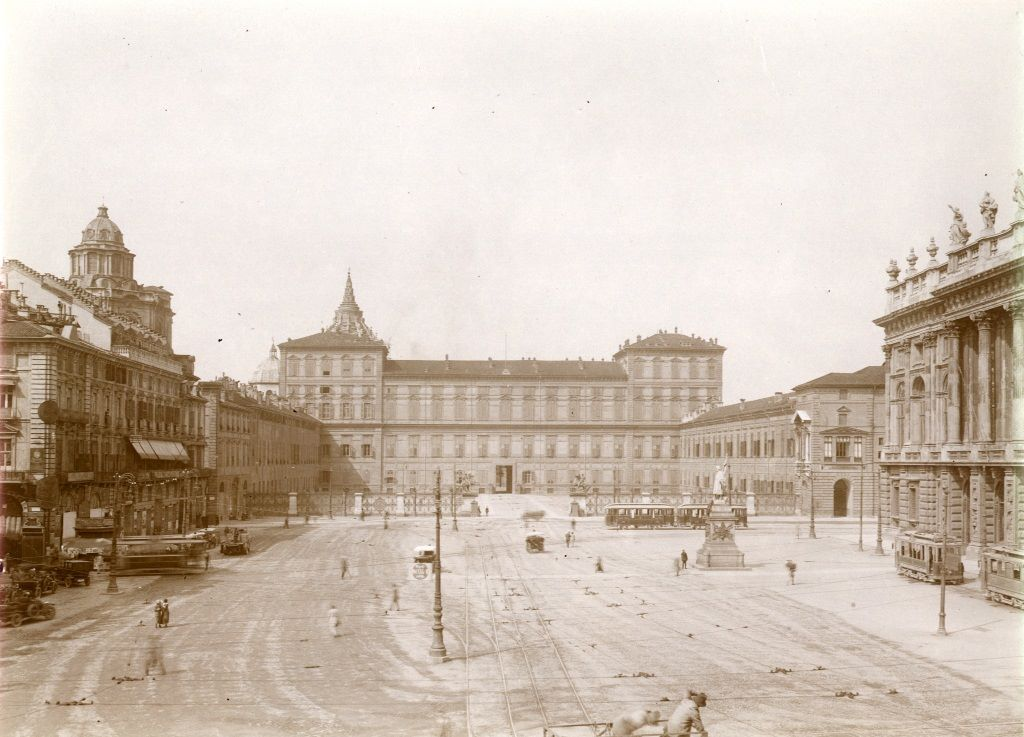
Vista dall'alto con la Piazzetta reale e Palazzo Reale sullo sfondo, foto di Mario Gabinio, 1924, stampa alla celloidina
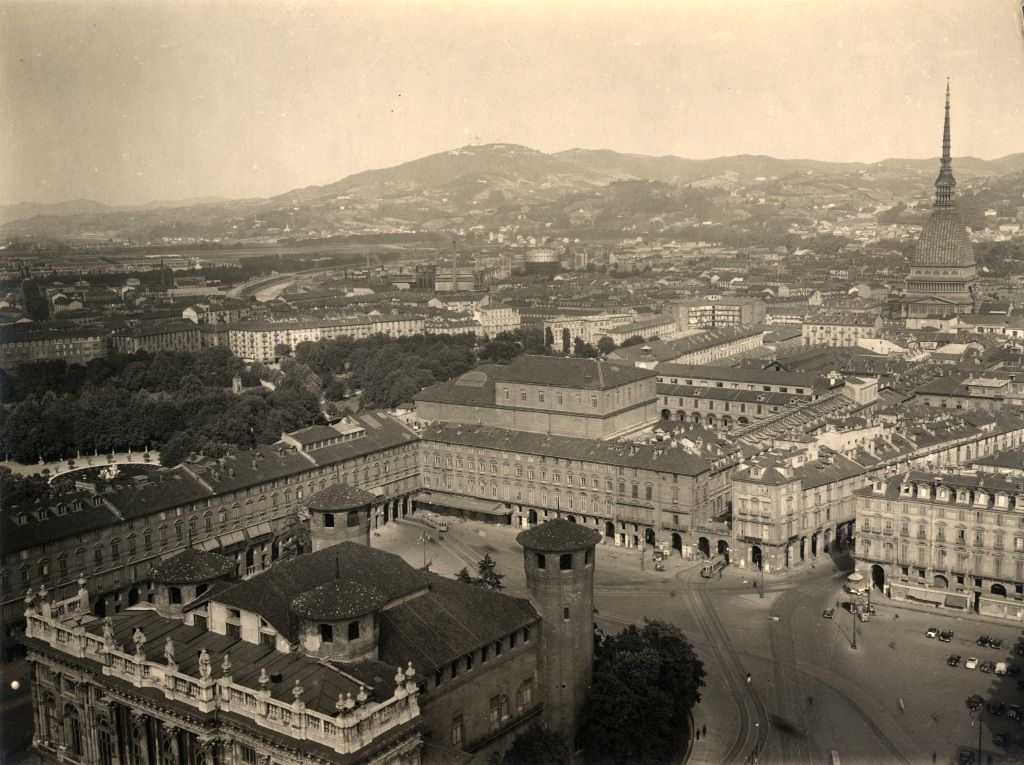
Panorama dall'alto, foto di Mario Gabinio, 1935 ca., stampa alla gelatina bromuro d'argento
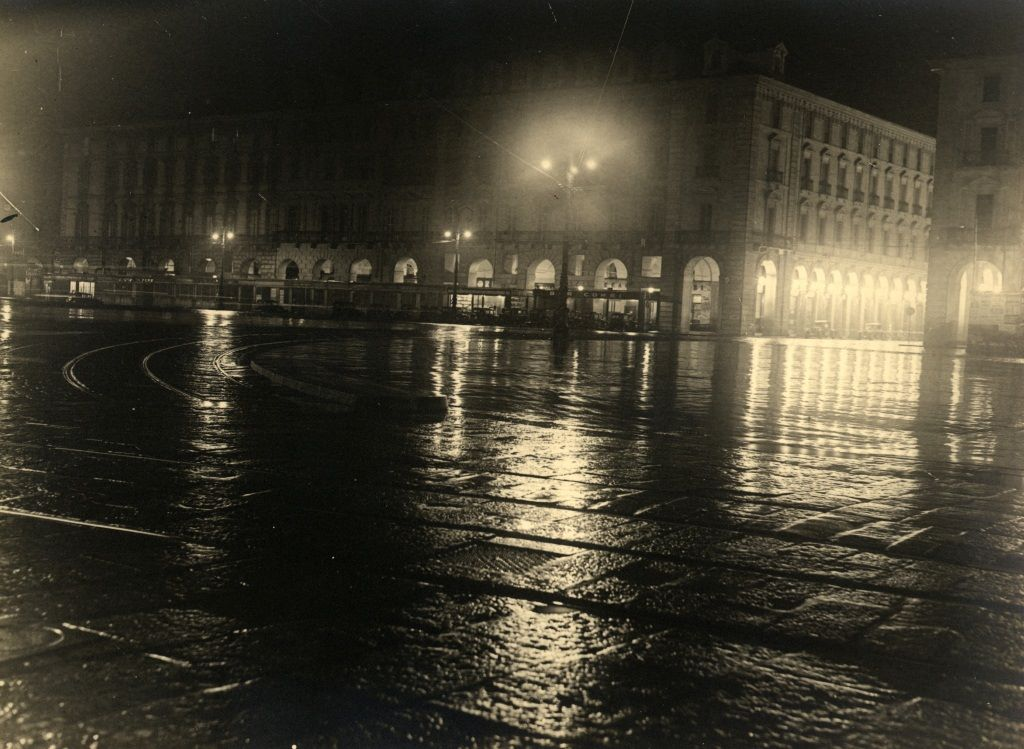
Veduta notturna con l'imbocco di Via Roma, foto di Mario Gabinio, 1933, stampa alla gelatina bromuro d'argento